# Starîi Kolodeaz, Petropavlivka
Starîi Kolodeaz (în ucraineană Старий Колодязь) este un sat în comuna Horoșe din raionul Petropavlivka, regiunea Dnipropetrovsk, Ucraina.

## Demografie
Componența lingvistică a localității Starîi Kolodeaz
     Ucraineană (94,55%)
     Rusă (5,45%)
Conform recensământului din 2001, majoritatea populației localității Starîi Kolodeaz era vorbitoare de ucraineană (94,55%), existând în minoritate și vorbitori de rusă (5,45%).